# Cholet-Pays de Loire 1996
La Cholet-Pays de Loire 1996, diciannovesima edizione della corsa e valida come evento del circuito UCI categoria 1.2, fu disputata il 24 marzo 1996 su un percorso di 207 km. Fu vinta dal francese Stéphane Heulot che giunse al traguardo con il tempo di 4h59'43" alla media di 41,439 km/h.

## Ordine d'arrivo (Top 10)
| Pos. | Corridore         | Squadra   | Tempo    |
| ---- | ----------------- | --------- | -------- |
| 1    | Stéphane Heulot   | GAN       | 4h59'43" |
| 2    | Adriano Baffi     | Mapei     | a 54"    |
| 3    | Laurent Desbiens  | GAN       | s.t.     |
| 4    | Francis Moreau    | GAN       | s.t.     |
| 5    | Christophe Rinero | Force Sud | a 56"    |
| 6    | Bart Leysen       | Mapei     | a 1'12"  |
| 7    | Frédéric Guesdon  | Polti     | a 1'57"  |
| 8    | Cezary Zamana     | Mroz      | a 3'05"  |
| 9    | Tom Steels        | Mapei     | a 5'01"  |
| 10   | Peter Verbeken    | Lotto     | s.t.     |